# Melt-Banana
Melt-Banana est un groupe de noise rock et punk hardcore japonais, originaire de Tokyo.
Après le départ de Sudoh, de nombreux batteurs ont alterné dans le groupe, notamment Dave Witte (de Black Army Jacket, Discordance Axis, Municipal Waste et Burnt by the Sun), rencontré à l'occasion d'une tournée aux États-Unis en 1993-1994, ainsi que deux autres batteurs d'origine japonaise, qui jouent régulièrement lors des concerts au Japon et sur certaines tournées à l'étranger. Le groupe maintient un secret sur l'identité du batteur qui a joué sur l'album Cell-Scape de 2003,  souvent soupçonné d'être une boîte à rythmes.

## Biographie

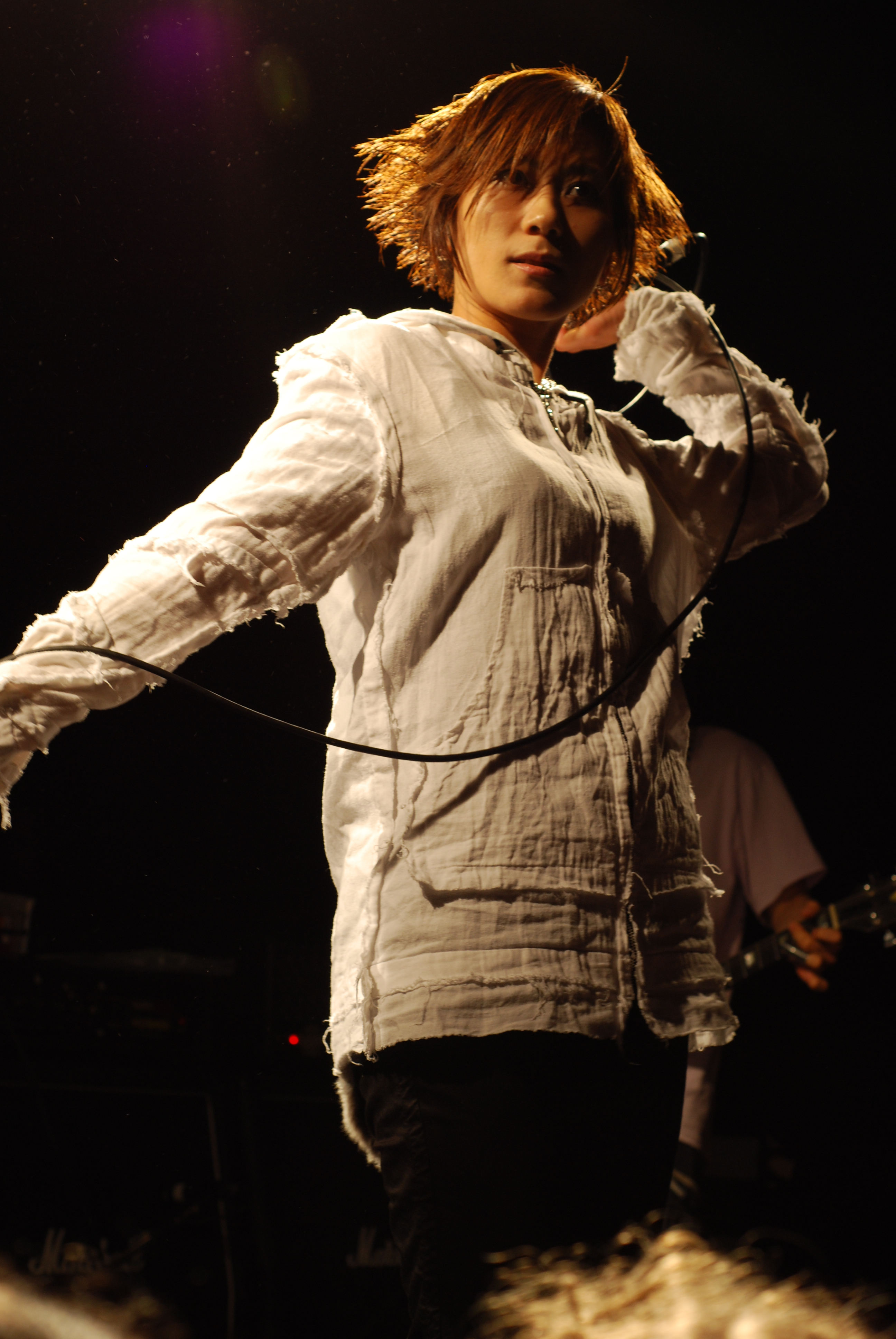
Yako, en concert avec Melt-Banana à Londres.

L'histoire de Melt-Banana commence en 1991, lorsque la chanteuse Onuki Yasuko, encore étudiante à la Tokyo University of Foreign Studies, décide de lancer avec des amis un groupe nommé Mizu, incluant notamment le guitariste Agata Ichirou. D'autres membres participeront de façon éphémère au projet mais en 1992 la bassiste Rika Mmm' se joint à la formation et le groupe donne ses premiers concerts à Tokyo ; en novembre de la même année, Sudoh Toshiaki s'installe à la batterie. Ils lancent véritablement leur carrière au début de 1993, optant pour le nom définitif de Melt-Banana, en allusion à la célèbre « banane pop » d'Andy Warhol. Le groupe connaîtra cependant par la suite de nombreux changements de batteurs, se limitant même un temps à une formation en trio.
Ils sont vite repérés par Kazuyuki K. Null, leader du groupe noise Zeni Geva et icône de la scène expérimentale japonaise, qui envoie très tôt une cassette du groupe à Mark Fischer, propriétaire du label américain Skin Graft Records, pour les faire connaître. Il sera un grand soutien du groupe en produisant et en offrant les services son label NUX Organization pour l'édition de leur premier disque ; il les met également en contact avec le célèbre producteur indépendant Steve Albini. Durant l'été 1994, le groupe se rend à Chicago, ville où réside ce dernier, et enregistre en sa compagnie leur premier album, intitulé Speak Squeak Creak. Ce séjour est également l'occasion pour le groupe de connaître la scène rock underground américaine et d'effectuer plusieurs concerts, à Chicago mais aussi notamment à San Francisco. La même année ils participent à la compilation Mi Caballito Chulo...! Como Lo Quie Ro... du label japonais Mom 'N' Dad ; Albini et Fischer chantent au début de leur morceau.
Toujours en 1994, Melt-Banana effectue sa première tournée importante au Japon, aux côtés de Jim O'Rourke (qui produira d'ailleurs Scratch or Stitch), Zeni Geva et Space Streakings. La même année le label britannique Chocolate Monk sort en cassette leur second album Cactuses Come in Flocks. Skin Graft fait une large promotion autour du groupe et sort l'année suivante le maxi It's in the Pillcase.

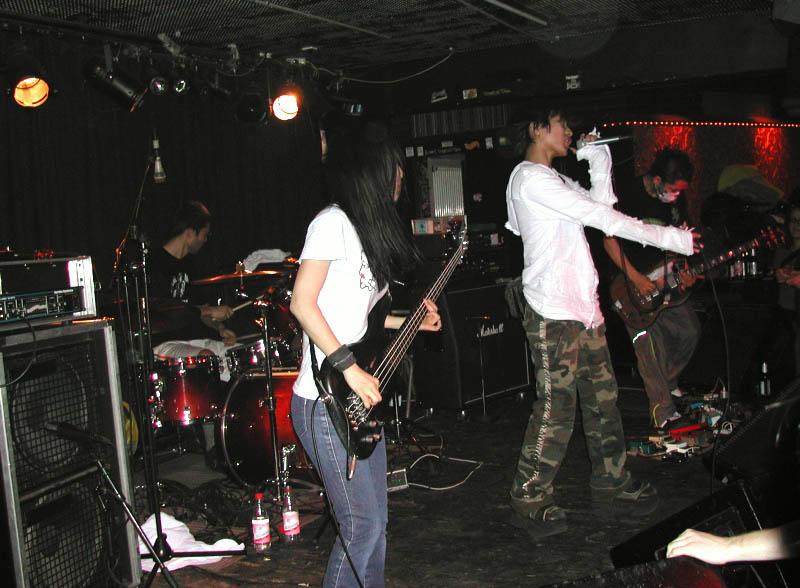
Melt-Banana live à Francfort, Allemagne (2005).

Durant l'été 1995 le groupe fait une tournée d'un mois aux États-Unis aux côtés du groupe d'avant-garde U.S. Maple,. Ils enregistrent à cette occasion un nouvel album, sorti chez Skin Graft et encore enregistré par Albini,. Vers la même période ils font la connaissance d'autres membres importants de la scène musicale avant-gardiste américaine, en particulier John Zorn et Mike Patton. Ils participent à la dernière tournée de Mr. Bungle, le groupe de ce dernier. Patton chantera en 1998 sur leur album Charlie, et Zorn enregistrera, produira et éditera par l'intermédiaire de son label Tzadik leur album MxBx 1998/13,000 Miles At Light Velocity, à l'occasion d'une nouvelle tournée du groupe aux États-Unis la même année. En 1997, ils créent leur propre label A-ZAP (anciennement Iguana Coax), sur lequel ils publient la plus grande partie de leurs travaux ; Sudoh quitte définitvement le groupe six mois plus tard.
En 2004, le groupe fait la première partie d'une tournée des vétérans du punk Wire au Japon et de Fantômas aux États-Unis. Ils effectuent depuis de nombreux concerts à travers le monde à la suite de la sortie du dernier album Bambi's Dilemma en 2007 : aux États-Unis avec Tool (qu'ils ont connu par l'intermédiaire de Buzz Osborne), Dead Child, The Locust, Fantômas, puis en 2008 en première partie de Shellac (le groupe de Steve Albini) et Mission of Burma au festival Villette Sonique à Paris, dans le cadre plus général d'une nouvelle tournée en Europe.
En 2007, ils enregistrent Hair-Cat (Cause the Wolf Is a Cat!), un thème pour le programme Perfect Hair Forever, retransmis sur Adult Swim de Cartoon Network. En 2013 sort l'album Fetch, classé notamment dans la liste des 20 meilleurs albums metal de 2013 par le magazine Rolling Stone.

## Style musical et influences

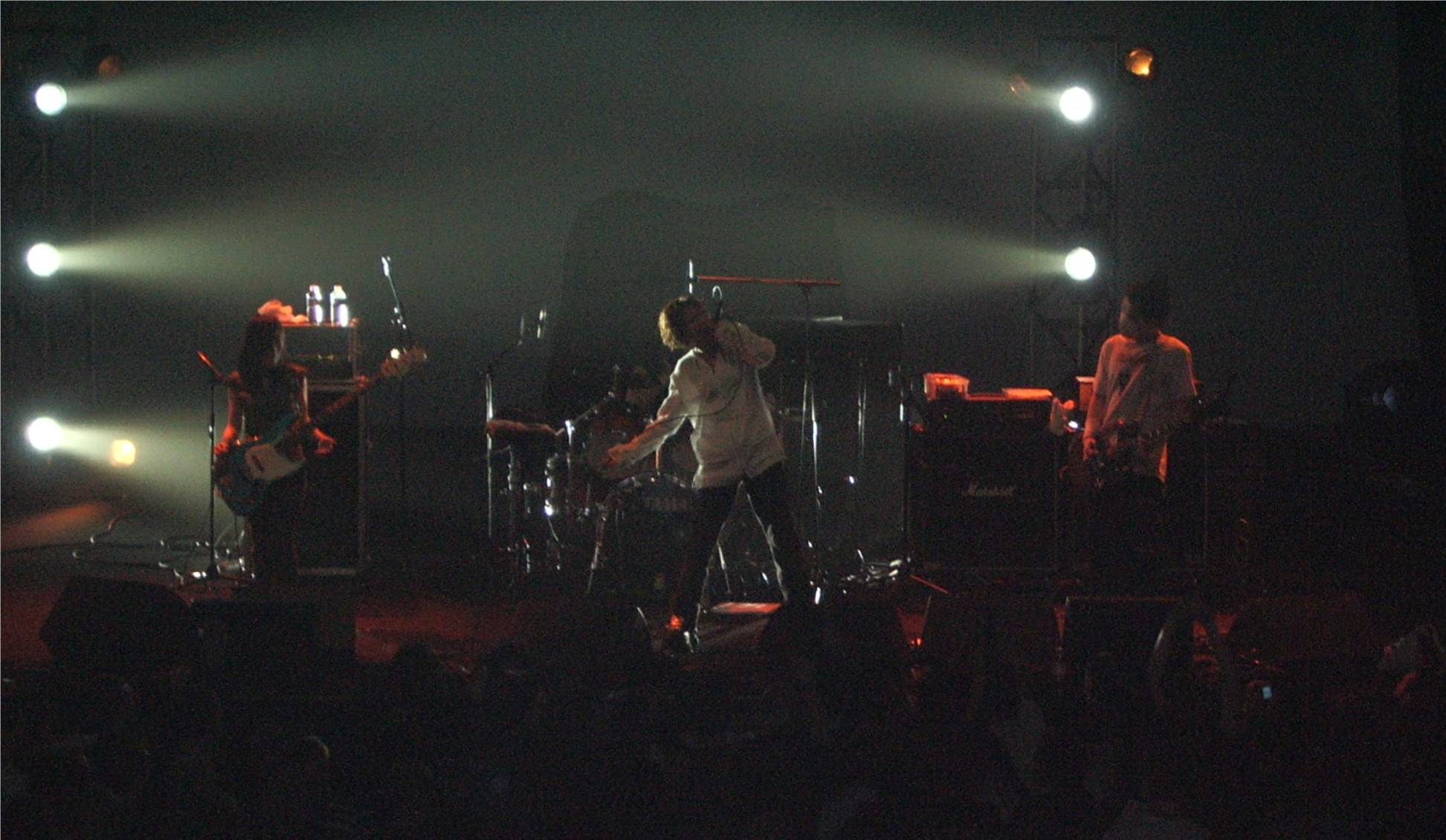
Melt-Banana en concert en 2008.

Emblème de la scène bruitiste et expérimentale japonaise (parfois désignée sous le nom de japanoise), la popularité de Melt-Banana s'explique non seulement grâce à son style très particulier, mais aussi par son intense activité scénique, avec de nombreux concerts effectués à l'étranger depuis les premiers temps, aussi bien aux États-Unis qu'en Europe. Le groupe estime également que le soutien accordé par John Peel (le groupe a participé en 1996 à une Peel Session de U.S. Maple, puis a fait l'objet de deux Peel Sessions, en 2001 et 2003, encore inédites sur support discographique) a probablement contribué à renforcer leur popularité au Royaume-Uni.
Melt-Banana a un style difficilement définissable : qualifié par certains de "tokyo-core" ou de "tech-punk", leur musique est souvent classée dans le noise rock en raison de la distorsion extrême utilisée par la guitare ; le tempo très rapide des morceaux et la dynamique des riffs rapprochent incontestablement le groupe du punk rock, en particulier du courant hardcore, mais on distingue également des éléments tirés du thrash metal et de la musique électronique (en concert la chanteuse utilise un sampler).

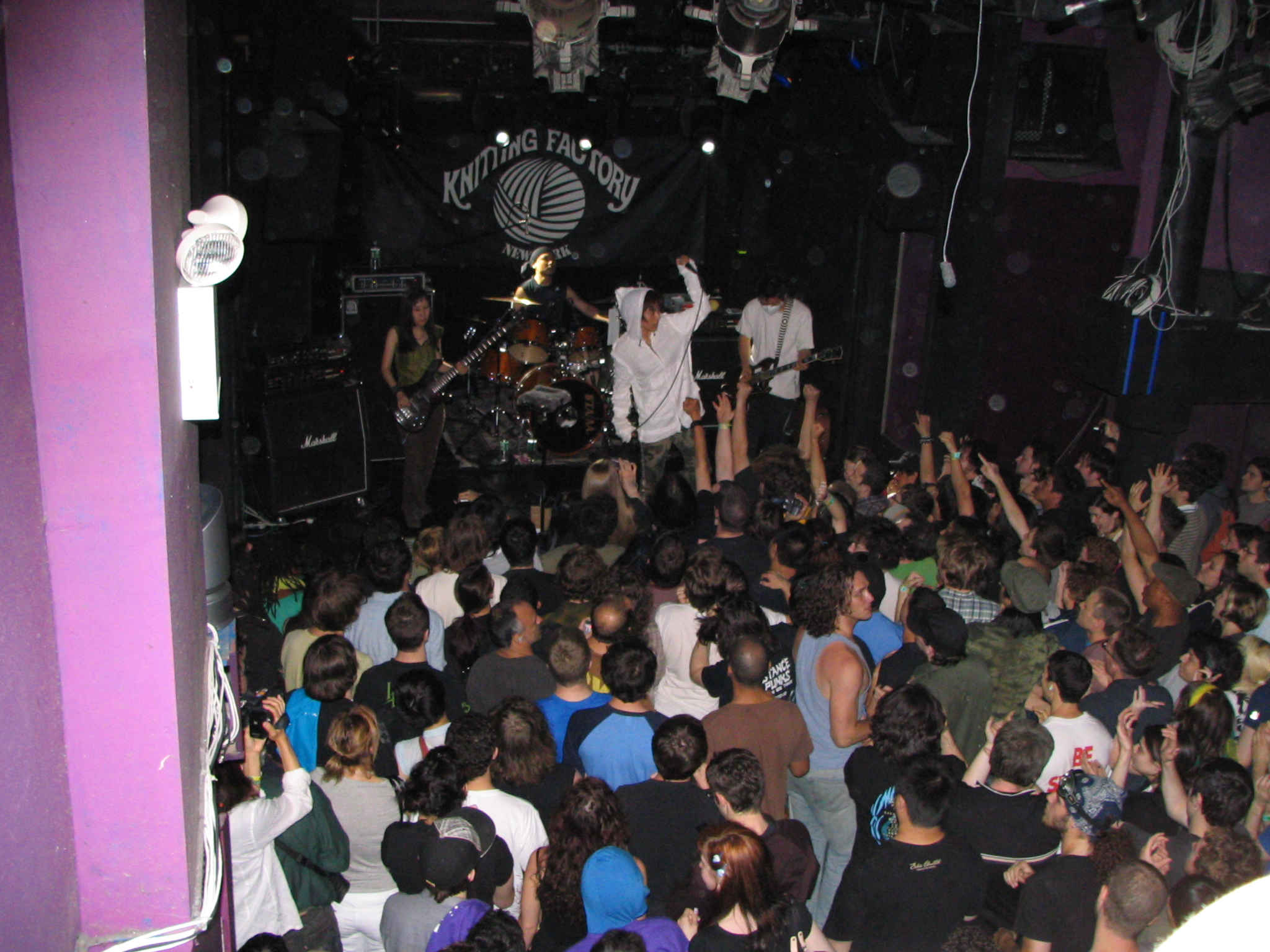
Melt-Banana en concert à la Knitting Factory le 10 juin 2007.

Adeptes du DIY, ils travaillent seuls dans la mesure du possible, sans l'aide d'ingénieurs du son ou de producteurs extérieurs ; les premiers albums, plus bruts et lo-fi, s'opposent dans une certaine mesure à des productions récentes comme Teeny Shiny, Cell-Scape et Bambi's Dilemma, dans lesquels on peut apprécier un son plus pop et de meilleure qualité. Leur style est comparé à celui d'icônes du rock expérimental comme les industriels de Atari Teenage Riot, mais aussi Captain Beefheart ou encore le groupe japonais de Boredoms et Ruins.
Le groupe revendique des affinités musicales très diversifiées, allant du  punk rock des Bad Brains (qu'ils apprécient pour leurs innovations stylistiques), Transplants ou The Pillows, au hip-hop contemporain, en passant par le bruitisme de Merzbow ou de Incapacitants. Ils font régulièrement des reprises de groupes également très variés comme Blondie, Toots and the Maytals, The Beach Boys ou The Beatles. Deux ingrédients essentiels du son de Melt-Banana sont incontestablement la voix de Yasuko et la guitare d'Agata.

### Yasuko Onuki

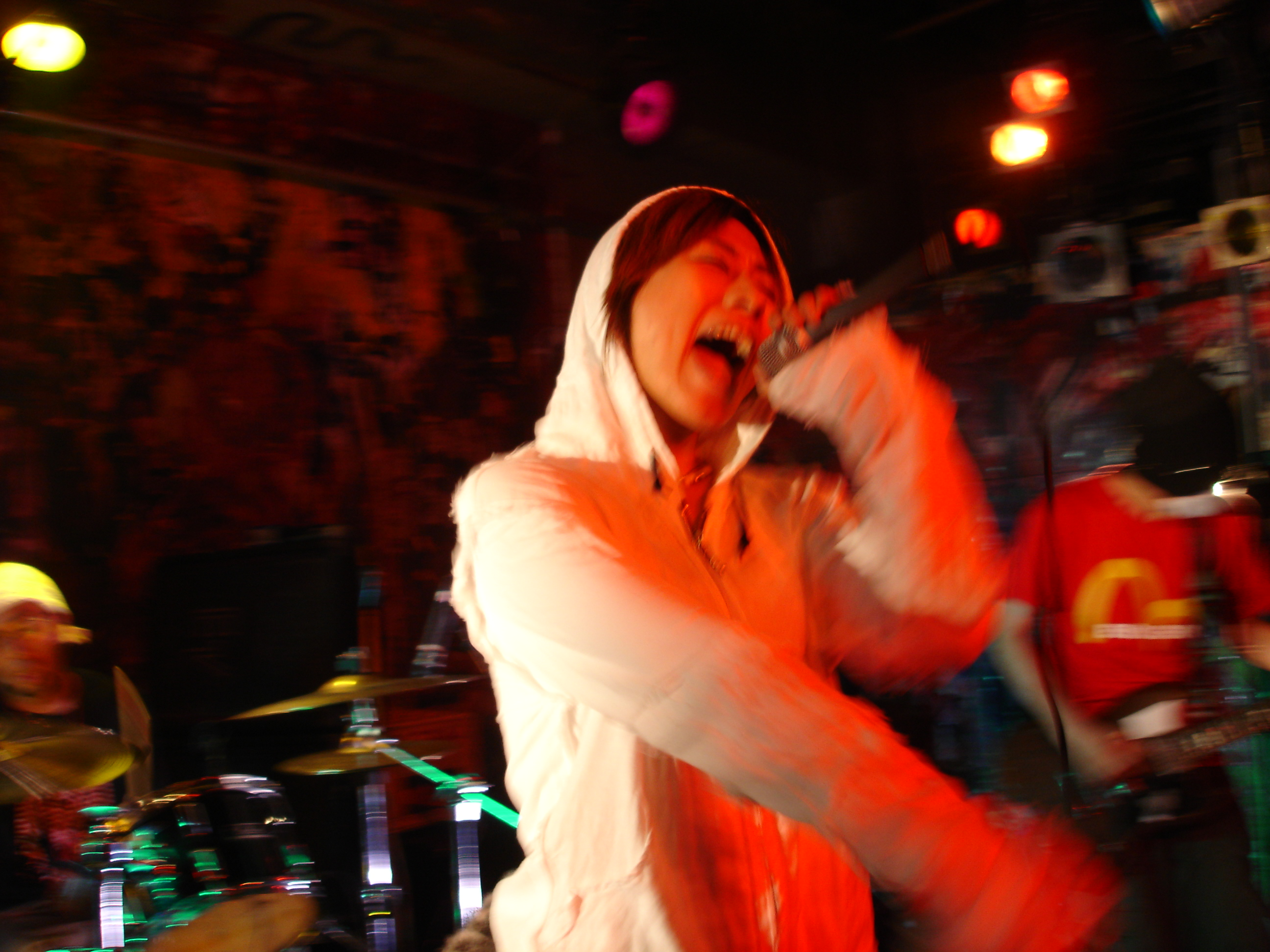
Yasuko Onuki en concert avec Melt-Banana à Osaka, le 11 septembre 2005.

La chanteuse Yasuko est facilement identifiable par son chant rapide et aigu, s'apparentant à des glapissements. Les paroles, criées dans un anglais difficilement reconnaissable (elle admet être une piètre anglophone) sont généralement dépourvues de sens. Refusant d'écrire des paroles engagées politiquement, elle estime que c'est à chacun d'avoir sa conscience propre, et s'inspire fréquemment du dictionnaire ou d'illustrations trouvées deci-dela. Elle se contente parfois de jouer uniquement sur la sonorité des mots.
Dans les années 1990, elle participe également participé à l'enregistrement d'un album avec Jim O'Rourke et KK. Null sous le nom de Yona-Kit.

### Ichirou Agata
Pour sa part, le guitariste Ichirou Agata utilise généralement une guitare vintage Gibson SG et obtient des sonorités originales et torturées grâce à un assemblage complexe de pédales d'effet, (il combine sans modération octavers, wah-wah, fuzz et distorsions), à tel point qu'on pourrait croire par moments qu'il s'agit de machines électroniques. Ces mélodies, auxquelles viennent s'ajouter le chant de Yasuko et les autres instruments, constituent la matrice des compositions du groupe. Il reconnaît que les jeux vidéo, comme Ecco the Dolphin ou Tony Hawk's Pro Skater 3, constituent pour lui une importante source d'inspiration.
En complément de son travail avec Melt-Banana, il sort en 2004 un album solo intitulé Spike sur le label Tzadik. Il participe également à Giraffe Running, un double-album en collaboration avec le duo Giraffe Running originaire de Dublin, aux côtés d'autres pointures du rock indépendant comme Ian Williams (ex-Don Caballero et membre actuel de Battles), Ben Jacobs (collaborateur régulier de Max Tundra) et Luca Mai  (de Zu), sorti le  21 mai 2007 sur le label Learn to Love Records. En concert, il utilise un masque de chirurgie à cause d'une maladie qui lui cause d'abondants saignements de nez ; il admet cependant qu'aujourd'hui c'est davantage devenu un accessoire de scène qu'une réelle nécessité.

## Membres

### Membres actuels
- Yasuko Onuki - chant, composition, sampling
- Ichirou Agata - guitares, composition, effets sonores

### Anciens membres
- Toshiaki Sudoh - batterie
- Oshima Watchma - batterie (Satanic Hell Slaughter, en remplacement de Sudoh)
- Rika Mmm' - basse

## Discographie

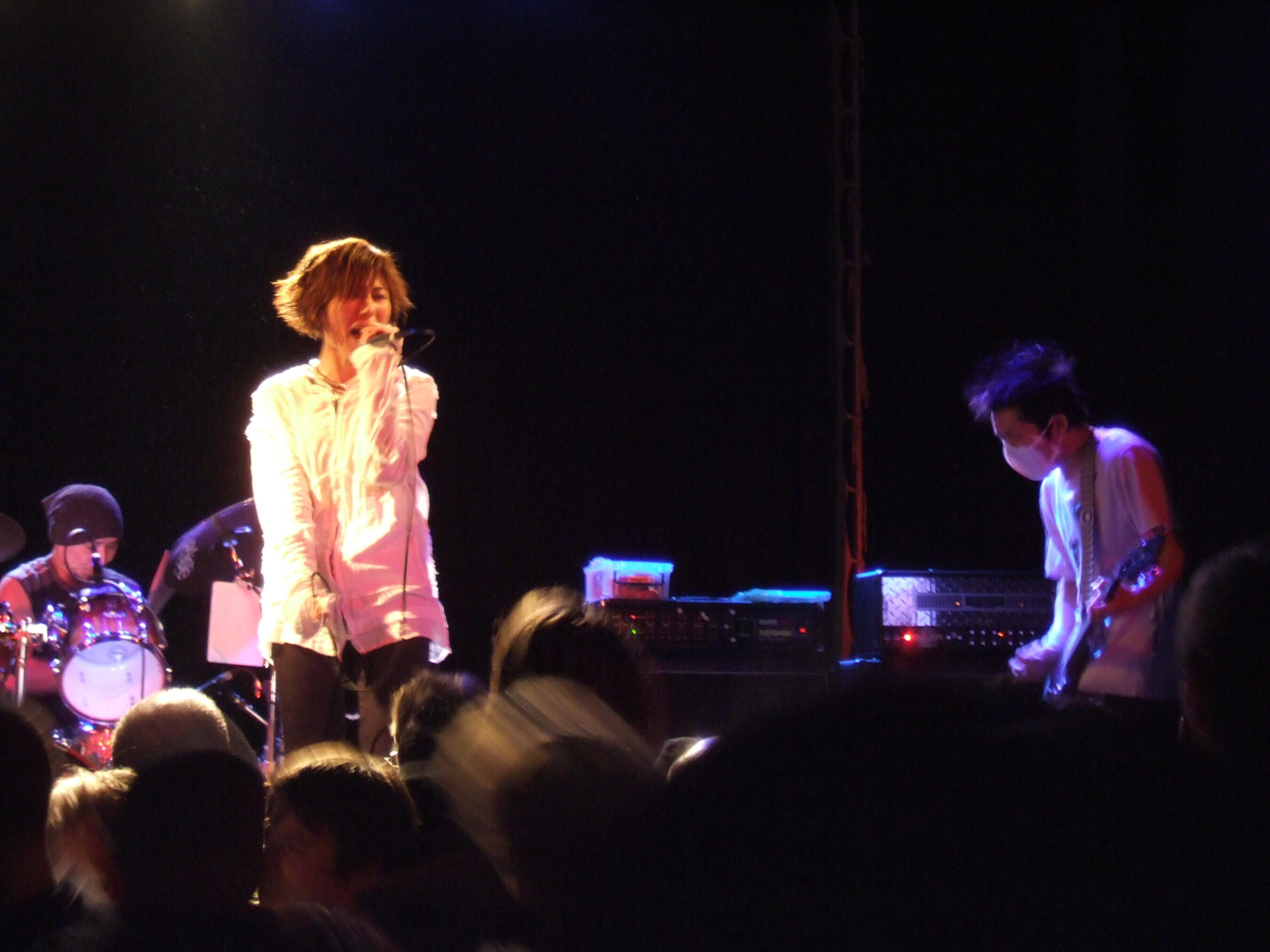
En concert à Londres en 2005

### Albums studio
- 1994 : Speak Squeak Creak
- 1994 : Cactuses Come in Flocks (compilation)
- 1995 : Scratch or Stitch
- 1998 : Charlie
- 1999 : MxBx 1998/13,000 Miles At Light Velocity
- 2000 : Teeny Shiny
- 2003 : Cell-Scape
- 2005 : 13 Hedgehogs
- 2007 : Bambi's Dilemma
- 2013 : Fetch
- 2024 : 3 + 5

### Singles et splits
| Année | Titre                                                | Autre information                                              | Label                                                        |
| ----- | ---------------------------------------------------- | -------------------------------------------------------------- | ------------------------------------------------------------ |
| 1994  | 7" split avec God Is My Co-Pilot                     | Sorti le 22 octobre 1994 ; édition limitée à 1 000 exemplaires | HG Fact (HG-024)                                             |
| 1995  | 7" split avec Pencilneck                             | Sorti en octobre 1994                                          | Anti-Music                                                   |
| 1996  | 7" split avec Target Shoppers                        | Sorti en septembre 1996                                        | Destroy All Music/Betley Welcomes Careful Drivers (MZG 3253) |
| 1996  | 10" split avec Stilluppsteypa                        | Sorti en octobre 1996                                          | Fire Inc./Something Weird                                    |
| 1996  | Untitled (Piano One)                                 | 7" ; sorti en novembre 1996                                    | Gentle Giant (GG703)                                         |
| 1997  | 7" split avec Plainfield                             | Sorti en septembre 1997                                        | Smelly                                                       |
| 1997  | Eleventh                                             | Sorti en octobre 1997                                          | Slap a Ham (39)                                              |
| 1998  | 5" split avec Xerobot                                | Sorti en mars 1998                                             | Coat-Tail                                                    |
| 1998  | Most Wanted World Wide (7" split avec Killout Trash) | Sorti en avril 1998                                            | kool.POP (POP 7.001)                                         |
| 1998  | Dead Spex (7" split avec Killout Trash)              | Sorti en octobre 1998                                          | HG Fact (HG-097)                                             |
| 2001  | 8" split avec Three Studies For a Crucifixion        | Sorti en août 2001                                             | Passacaglia                                                  |
| 2001  | 7" split avec Dynamite Anna and the Bone Machine     | Sorti en novembre 2001                                         | Valium                                                       |
| 2001  | 7" split avec Damien Frost                           | Sorti le 4 novembre 2001 ; édition limitée à 500 copies.       | Alpha Relish (AR7-002)                                       |
| 2002  | 7" split avec The Locust                             | Sorti en janvier 2002.                                         | GSL (GSL 48)                                                 |
| 2002  | 7" split avec Big D and the Kids Table               | Sorti en octobre 2002                                          | Fork In Hand                                                 |
| 2002  | 666                                                  | Sorti en octobre 2002                                          | Level Plane LP-37                                            |
| 2004  | 7" split avec Narcosis                               | Sorti en novembre 2004.                                        | SuperFi/Speedowax (SF005/ATOM025)                            |
| 2005  | 10" split avec Chung                                 | Sorti en juillet 2005.                                         | Sounds of Subterrania (SOS 059)                              |
| 2005  | 5" record/3" CD split avec Fantômas                  | Sorti en août 2005.                                            | Unhip (UNHIP5)                                               |
| 2006  | Ai No Uta                                            | Sorti en février 2006.                                         | HG Fact (HG-197)                                             |
| 2007  | 3" CD split avec Fat Day                             | Sorti en juillet 2007.                                         | Dark Beloved Cloud (DBC252)                                  |

### Compilation et remixes
| Année | Titre                                                                                 | Autre information                                                                                     | Label                                        |
| ----- | ------------------------------------------------------------------------------------- | --- | -------------------------------------------- |
| 1994  | Mi Caballito Chulo...! Como Lo Quie Ro...                                             | V/A (Pignight)                                                                                        | Los Apson (LOS 0001)                         |
| 1994  | Cataclastic Fracture (A Noise Collection)                                             | V/A ("Diego")                                                                                         | Deadline Recordings/Lazy Squid (DLN 74/LS09) |
| 1995  | Lo-Fi Recording Series ~Electric Acoustic and Radical~                                | V/A (Sham Bazar, Some Kind of ID, Crackhead Up or Down et Incus! Incus! Incus! w/Violent Onsen Geisha | Meldac (MECI-25019)                          |
| 1995  | Megabank Presents Tribute to New Wave                                                 | V/A (Wordy Rappinghood)                                                                               | Megabank (MB-2.507CD)                        |
| 1995  | Bonafide Gas                                                                          | V/A (Black Is the Colour (of My True Love's Hair))                                                    | Tedium House Publications (BF10)             |
| 1995  | Killing Ha Muerto...Cuantas Veces?                                                    | V/A (Scrubber [Tropical Birds Version])                                                               | Climax (CUM 001)                             |
| 1996  | 31 Bands Trash 31 Songs to Find the Way to Sesame Street                              | V/A (Everybody Wash)                                                                                  | Bun Length/CR Japan (BL-8/CR-003)            |
| 1996  | Great Blue Thing                                                                      | V/A (Ooze, No Way to Bite the Crooked Doubt)                                                          | O' Great Blue Thing                          |
| 1996  | Balls to the Wall Magenta                                                             | V/A (Q, Slug Named God - avec Yoshihide Ōtomo)                                                        | Dohb Discs (ESCB-3213)                       |
| 1996  | The Christmas Album                                                                   | V/A (White Christmas)                                                                                 | Sony Music Entertainment Japan               |
| 1997  | Land Of the Rising Noise: Vol. 2                                                      | V/A (Dig and Tickle, She Is Hit)                                                                      | Charnel Music (CHCD-23)                      |
| 1998  | Musique Non-Stop: A Tribute to Kraftwerk                                              | V/A (Showroom Dummies)                                                                                | Toshiba EMI (TOCT-10455)                     |
| 1998  | Smiling Pets                                                                          | V/A (Surfin' USA-You're Welcome)                                                                      | Sony Music Entertainment SRCS 316            |
| 1998  | Bllleeeeaaauuurrrrgghhh! - A Music War                                                | V/A (7.2 Seconds Flipping)                                                                            | Slap a Ham (42)                              |
| 1998  | Liverache - Tales from the Livers Edge                                                | V/A (He Says Drink or Die, I Say Drink and Puke)                                                      | Very Small Records (VSR 80)                  |
| 1999  | Knormalities                                                                          | V/A (Pluck!)                                                                                          | Dephine Knormal Musik (DKM03)                |
| 1999  | Erase Yer Head #9                                                                     | V/A (Crack Up on Planet Q)                                                                            | Pandemonium PAN 036                          |
| 1999  | La Foresta Della Morte (The Deadly Forest)                                            | V/A (Plastic Eyes)                                                                                    | ToYo Records (TOYO1)                         |
| 2001  | The Rebirth of Fool - Vol. 2                                                          | V/A (Flash Section)                                                                                   | Dual Plover (244-FKJ)                        |
| 2002  | Dynamite With a Laserbeam: Queen As Heard Through the Meat Grinder Of Three One G     | V/A (We Will Rock You)                                                                                | Three One G (31G 20)                         |
| 2002  | Evil Against Evil                                                                     | Salvo Beta (Alpha Boost [Melt-Banana Remix])                                                          | Someoddpilot (SOPR007)                       |
| 2003  | Japanoise                                                                             | V/A (Brick Again)                                                                                     | Little Mafia (LM022)                         |
| 2005  | One Bomb Fits All                                                                     | Zea (Flying Objects Arrived [Melt-Banana Remix])                                                      | Transformed Dreams (DREAM 26)                |
| 2005  | Our Last Day                                                                          | V/A (Ulterior)                                                                                        | Hydra Head (HH666-81)                        |
| 2006  | Release the Bats: The Birthday Party As Heard Through the Meat Grinder Of Three One G | V/A (Faint Heart)                                                                                     | Three One G (31G 34)                         |